# Liste des évêques de Gary
La liste des évêques de Gary recense les noms des évêques qui se sont succédé sur le siège épiscopal de Gary, dans l'Indiana, aux États-Unis. Le diocèse de Gary (en) (Dioecesis Gariensis), est érigé le 10 décembre 1956 par division du diocèse de Fort Wayne. Il est suffragant de l'archidiocèse d'Indianapolis.

## Sont évêques
- 29 décembre 1956-9 juillet 1984 : Andrew Grutka (Andrew Grégory Grutka)
- 24 juillet 1984-1er juin 1996 : Norbert Gaughan (Norbert Félix Gaughan)
- 1er juin 1996-24 novembre 2014 : Dale Melczek (Dale Joseph Melczek)
- 24 novembre 2014-25 avril 2019 : Donald Hying (Donald Joseph Hying), transféré à Madison (en)
- depuis le 26 novembre 2019 : Robert McClory (en) (Robert J. McClory)

## Sources
- (en) Fiche du diocèse sur le site catholic-hierarchy.org